# 线叶关木通
线叶关木通（学名：Isotrema neolongifolium）是马兜铃科关木通属的一种多年生草质藤本植物，是中国的特有植物。分布于中国的重庆、广西、贵州、湖北、湖南、四川、云南。

## 形态
茎圆柱形, 被黄色毛。叶片线形至线状披针形, 少见有窄卵形; 檐部内面黄色, 喉口极小。

## 分类
邬家林和诚静容在1987年发现该植物，认为其与长叶关木通、奇异关木通和变色关木通相似，但普遍认为仍然是独立的物种。